# سن شو
سن شو (بالصينية: 孙枢) هو جيولوجي صيني، ولد في 23 يوليو 1933، وتوفي في 11 فبراير 2018.